# Geney (Doubs)
Geney és un municipi francès situat al departament del Doubs i a la regió de Borgonya - Franc Comtat. L'any 2007 tenia 146 habitants.

## Demografia

### Població
El 2007 la població de fet de Geney era de 146 persones. Hi havia 68 famílies de les quals 28 eren unipersonals (16 homes vivint sols i 12 dones vivint soles), 16 parelles sense fills i 24 parelles amb fills.
La població ha evolucionat segons el següent gràfic:
Habitants censats

### Habitatges
El 2007 hi havia 71 habitatges, 65 eren l'habitatge principal de la família i 6 estaven desocupats. 67 eren cases i 4 eren apartaments. Dels 65 habitatges principals, 46 estaven ocupats pels seus propietaris, 12 estaven llogats i ocupats pels llogaters i 7 estaven cedits a títol gratuït; 1 tenia dues cambres, 6 en tenien tres, 17 en tenien quatre i 41 en tenien cinc o més. 53 habitatges disposaven pel capbaix d'una plaça de pàrquing. A 31 habitatges hi havia un automòbil i a 25 n'hi havia dos o més.

### Piràmide de població
La piràmide de població per edats i sexe el 2009 era:
| Homes | Edats   | Dones |
| ----- | ------- | ----- |
| 0     | 95 o +  | 0     |
| 0     | 90 a 94 | 1     |
| 0     | 85 a 89 | 0     |
| 0     | 80 a 84 | 1     |
| 1     | 75 a 79 | 5     |
| 5     | 70 a 74 | 4     |
| 4     | 65 a 69 | 7     |
| 3     | 60 a 64 | 1     |
| 5     | 55 a 59 | 3     |
| 4     | 50 a 54 | 4     |
| 4     | 45 a 49 | 3     |
| 5     | 40 a 44 | 4     |
| 6     | 35 a 39 | 6     |
| 6     | 30 a 34 | 4     |
| 2     | 25 a 29 | 7     |
| 2     | 20 a 24 | 2     |
| 3     | 15 a 19 | 3     |
| 2     | 10 a 14 | 4     |
| 5     | 5 a 9   | 4     |
| 3     | 0 a 4   | 7     |

## Economia
El 2007 la població en edat de treballar era de 89 persones, 70 eren actives i 19 eren inactives. De les 70 persones actives 62 estaven ocupades (32 homes i 30 dones) i 8 estaven aturades (4 homes i 4 dones). De les 19 persones inactives 4 estaven jubilades, 4 estaven estudiant i 11 estaven classificades com a «altres inactius».

### Ingressos
El 2009 a Geney hi havia 62 unitats fiscals que integraven 140 persones, la mediana anual d'ingressos fiscals per persona era de 14.075 €.

### Activitats econòmiques
Dels 3 establiments que hi havia el 2007, 2 eren d'empreses de construcció i 1 d'una empresa de transport.
L'únic servei als particulars que hi havia el 2009 era un paleta.

## Poblacions més properes
El següent diagrama mostra les poblacions més properes.